# Kuthodaw-Pagode

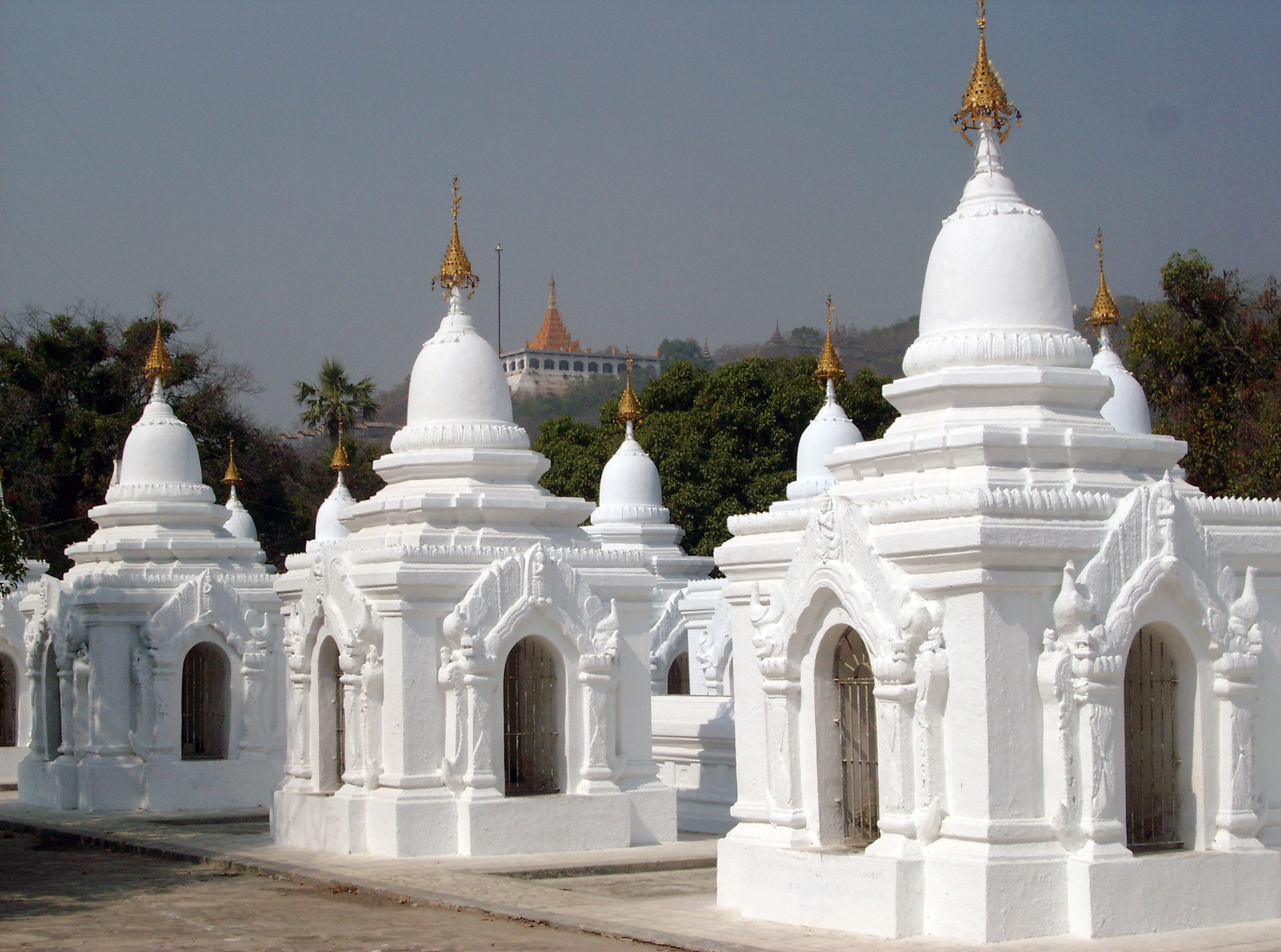
Einige der 729 Stupas der Kuthodaw-Pagode

Die Kuthodaw-Pagode (Pagode der Königlichen Verdienste) ist eine 1868 fertiggestellte Anlage in der myanmarischen Stadt Mandalay. Sie besteht aus 729 Stupas in Form pavillonartiger Tempel, in denen je eine weiße Marmorplatte mit birmanischer Schrift steht.

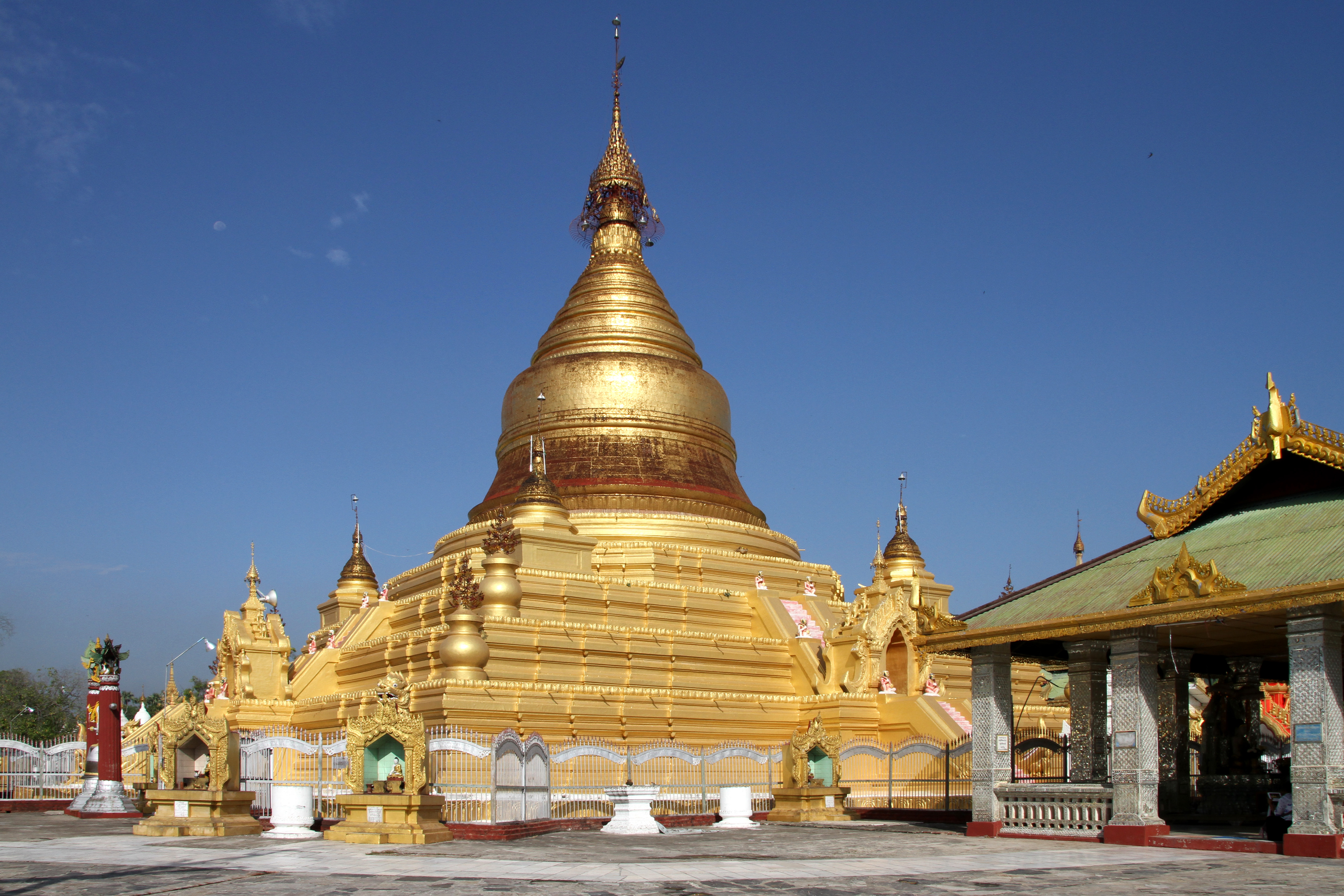
Maha Lawka Marazein-Pagode

Auf den Marmorplatten ist der Pali-Kanon niedergelegt, das Leben und die Lehren Buddhas. Die ursprünglich vergoldeten Lettern sind heute nur noch schwarz eingefärbt. Die Pagode wird wegen dieser umfangreichen Darstellung auch als „Das größte Buch der Welt“ bezeichnet. Vor der Erschaffung dieser Anlage waren die Texte vorwiegend auf Palmblättern oder Holz niedergeschrieben. Die Inschriften wurden von der UNESCO in die Liste des Weltdokumentenerbes aufgenommen.
In der Mitte der Anlage befindet sich außerdem die vergoldete Maha Lawka Marazein-Pagode, die bereits 1857 nach den Plänen der Shwezigon-Pagode erbaut wurde.